# Inambarimuisspecht
De inambarimuisspecht (Lepidocolaptes fatimalimae) is een zangvogel uit de familie Furnariidae (ovenvogels).

## Verspreiding en leefgebied
Deze soort komt voor in het westelijke Amazonegebied, met name in oostelijk Peru en noordelijk en centraal Bolivia.

## Status
De grootte van de populatie is niet gekwantificeerd. Aangenomen wordt dat de trend stabiel is omdat deze soort vooral in een tamelijk ongerept deel van het Amazonegebied voorkomt. Op de Rode lijst van de IUCN heeft deze soort de status niet bedreigd.